# Drnava
Drnava (węg. Dernő) – wieś (obec) w powiecie Rożniawa, w kraju koszyckim, na Słowacji. Powierzchnia wsi wynosi 26,9 km². Liczy ona 704 mieszkańców, z czego 68% Węgrów i 28% Słowaków (spis ludności z 21 maja 2011).

## Położenie
Wieś leży w dolinie potoku Čremošná, we wschodnim krańcu Kotliny Rożniawskiej, na pograniczu Rudaw Spiskich (na północy) i Krasu Słowacko-Węgierskiego (na południu), 10 km na wschód od Rożniawy. Zabudowania wsi leżą na wysokości 370–400 m n.p.m., zaś cały jej obszar katastralny obejmuje wysokości 350–1225 m n.p.m.

## Historia
Powstała w XIII w. jako osada górników, poszukujących w okolicy rud żelaza, jednak po raz pierwszy wzmiankowana była dopiero w 1364 r. Należała do feudalnego „państwa” Turňa, a następnie do majątku Andrássych z Krásnej Hôrki. W XVII w., wraz z rozwojem wydobycia rud żelaza w masywie Pipitki, rozwinęło się tu ich przetwórstwo. W XVIII w. powstały we wsi zakłady hutnicze, które należały do najwydajniejszych na całych Węgrzech. W 1804 r. były we wsi 4 piece hutnicze i 4 kuźnie. W 1821 wzniesiono tu pierwszy wielki piec hutniczy, a w 1838 r. nowoczesną odlewnię. To właśnie odlewnictwo było przez kilkadziesiąt lat specjalnością tutejszej huty. W następnych latach wykonano w niej m.in. elementy żelazne do budowy słynnego Mostu Łańcuchowego w Budapeszcie. W połowie XIX w. György Andrássy zmodernizował wielki piec i postawił kolejny, wybudował też 4 piece pudlarskie.
W ostatniej ćwierci XIX w. na skutek konkurencji nowocześniejszych hut tutejsze zakłady podupadły. W 1900 r. przejęła je „Rimamurańsko-Šalgotarjańska Spółka Hutnicza”, jednak wkrótce skoncentrowała ona swoją produkcję poza omawianym terenem i w 1915 r. hutę zamknięto. Spółka wykupiła również od Dionizego Andrássyego tutejsze kopalnie, ale wydobywaną rudę żelaza przerabiano w innych zakładach.
W latach 1938–1945 wieś należała do państwa węgierskiego. Po II wojnie światowej cały kompleks górniczo-hutniczy znacjonalizowano i włączono do przedsiębiorstwa „Železorudné bane Spišská Nová Ves”. Ze względu na wyczerpanie zasobów rudy w 1965 r. wydobycie jednak zakończono. W 1972 r. doszło do zakończenia wydobycia barytu na pobliskim Małym Wierchu (słow. Malý vrch), a w następnym roku do likwidacji pozostałości tutejszego górnictwa. Obecnie mieszkańcy pracują głównie w niedalekiej Rożniawie.

## Zabytki
- Kościół katolicki z 1779 r. w stylu późnobarokowym, w nim starsza ambona z końca XVII w.;
- Dwór z ostatniej ćwierci XVIII w., barokowo-klasycystyczny, w XX w. modernizowany;
- Pozostałości zakładu hutniczego na skraju wsi, m.in. budynek dawnej odlewni i fundamenty pieców;
- Obudowa wylotu dawnej dziedzicznej sztolni Dionizy (słow. Dionýz).